# 1896 في الولايات المتحدة
فيما يلي قوائم الأحداث التي وقعت خلال عام 1896 في الولايات المتحدة.

## سياسة

### تعيين في المنصب
- 6 يناير – هيبر مانينغ ويلز حاكم يوتا  [لغات أخرى]‏.

### انتهاء فترة المنصب
- 13 يناير – ويليام ماكينلي حاكم ولاية أوهايو  [لغات أخرى]‏.
- 10 أبريل – جون إدوارد جونز حاكم نيفادا  [لغات أخرى]‏.
- 31 ديسمبر – ليفي بي مورتون حاكم نيويورك [الإنجليزية]‏.

## أحداث
- بعد مرور أحد عشر عامًا على تأسيسه، تم اختيار مجموعة من 12 سهمًا صناعيًا لتكوين مؤشر داو جونز الصناعي. ويتكون المؤشر بالكامل من الأسهم الصناعية لأول مرة.[1]
- كارثة منجم توين شافت: انفجار في منجم توين شافت التابع لشركة نيوتن للفحم في مدينة بيتستون سيتي بولاية بنسلفانيا يؤدي إلى انهيار هائل في المنجم أسفر عن مقتل 58 من عمال المناجم.[2][3]

## كتب
من الكتب التي صدرت هذه السنة في الولايات المتحدة:
- 1 يناير – ذكريات جان دارك الشخصية من تأليف مارك توين.

## مواليد

### يناير
- 1 يناير – إميلي نيوتن بارتو رسامة من الولايات المتحدة الأمريكية.
- 3 يناير – جاي لورانس لوش
- 20 يناير – جورج برنز
- 21 يناير – جوزيف كارول ناش
- 31 يناير – جيبسي أبوت

### فبراير
- 6 فبراير – بروكس بنيديكت ممثل من الولايات المتحدة الأمريكية.
- 12 فبراير – بيت هيرمان ملاكم من الولايات المتحدة الأمريكية.
- 13 فبراير – جورج هاكاثورن
- 17 فبراير – أنيتا ستيوارت
- 27 فبراير – آرثر رادفورد ضابط من الولايات المتحدة الأمريكية.
- 28 فبراير – فيليب هنش طبيب أمريكي.

### مارس
- 12 مارس – فريدريك ليونارد عالم فلك أمريكي.
- 19 مارس – جيمس ريد هيرينج ملاكم من الولايات المتحدة الأمريكية.

### أبريل
- 17 أبريل – بيني ليونارد ملاكم من الولايات المتحدة الأمريكية.
- 27 أبريل – روجرز هورنسبي لاعب كرة قاعدة من الولايات المتحدة الأمريكية.
- 27 أبريل – والاس هيوم كاروثرز

### مايو
- 1 مايو – جوزف لاوتن كولينز
- 1 مايو – مارك وين كلارك ضابط من الولايات المتحدة الأمريكية.
- 2 مايو – نورمان روس سباح أمريكي.
- 4 مايو – بيتي ميتشيل مخرجة مسرحية كندية.
- 6 مايو – ماريون زينديرستين لاعبة كرة مضرب أمريكية.
- 30 مايو – هاورد هوكس

### يونيو
- 7 يونيو – روبرت موليكن
- 18 يونيو – بلانش سويت ممثلة أمريكية للأفلام السينمائية الصامتة.
- 19 يونيو – واليس دوقة وندسور
- 28 يونيو – كونستانس بيني

### يوليو
- 26 يوليو – تشارلز بتروورث ممثل أمريكي.

### أغسطس
- 1 أغسطس – فريدريك سمنر براكيت فيزيائي أمريكي.
- 17 أغسطس – ليزلي غروفز مهندس من الولايات المتحدة الأمريكية.
- 28 أغسطس – موريس أنكروم
- 29 أغسطس – والتر هارتمان هودج قاضي أمريكي.

### سبتمبر
- 10 سبتمبر – فيفيان إدواردز ممثلة من الولايات المتحدة الأمريكية.
- 11 سبتمبر – روبرت ص . كير سياسي أمريكي.
- 24 سبتمبر – فرنسيس سكوت فيتسجيرالد
- 26 سبتمبر – جاي أدلر ممثل أمريكي.
- 27 سبتمبر – سام ارفين سياسي أمريكي.

### أكتوبر
- 10 أكتوبر – لستر جيرمر فيزيائي أمريكي.
- 30 أكتوبر – روث غوردون

### نوفمبر
- 14 نوفمبر – مامي ايزنهاور

### ديسمبر
- 14 ديسمبر – جيمس دوليتل
- 15 ديسمبر – بيتي سميث

## وفيات

### يناير
- 15 يناير – ماثيو برادي (مواليد 1822) مصور أمريكي.
- 21 يناير – آرثر بيج براون (مواليد 1859) مهندس معماري أمريكي.

### فبراير
- 28 فبراير – إدوارد كارينغتون كابيل (مواليد 1816) سياسي أمريكي.

### مارس
- 4 مارس – وليام جيه كامبل (مواليد 1850) سياسي أمريكي.
- 29 مارس – روبرت مورفي مايو (مواليد 1836) سياسي أمريكي.

### أبريل
- 11 أبريل – توماس مايكل هولت (مواليد 1831) سياسي أميركي.
- 19 أبريل – آرثر إنجرام بورمن (مواليد 1823) سياسي أمريكي.
- 19 أبريل – أوستين أبوت (مواليد 1831)

### مايو
- 7 مايو – هيرمان ويبستر مدجت (مواليد 1861)
- 25 مايو – آرثر كالفن ميليتي (مواليد 1842) سياسي أمريكي.
- 29 مارس – روبرت مورفي مايو (مواليد 1836) سياسي أمريكي.

### يونيو
- 22 يونيو – بنيامين بريستو (مواليد 1832) محامي من الولايات المتحدة الأمريكية.

### يوليو
- 1 يوليو – هيريت ستو (مواليد 1811)

### أغسطس
- 12 أغسطس – هوبير انسون نيوتن (مواليد 1830)
- 15 أغسطس – يوشيا يتني (مواليد 1819)
- 18 أغسطس – جوب أبوت (مواليد 1845)

### سبتمبر
- 11 سبتمبر – فرانسيس جيمس تشايلد (مواليد 1825)

### أكتوبر
- 23 أكتوبر – كولومبوس ديلانو (مواليد 1809) سياسي أميركي.

### نوفمبر
- 17 نوفمبر – إسحاق باركر (مواليد 1838) سياسي أمريكي.
- 18 نوفمبر – إيلي هيوستن موراي (مواليد 1843) سياسي من الولايات المتحدة الأمريكية.
- 22 نوفمبر – جورج واشنطن غيل فيريس الابن (مواليد 1859) مهندس أمريكي.
- 26 نوفمبر – بنجامين أبثورب غولد (مواليد 1824) عالم فلك أمريكي.

1. ↑  سجل داو للأرقام القياسية يضيف سابقة أخرى. اطلع عليه في 02-05-2025
2. ↑  ”كارثة توين شافت“. قاعدة بيانات العلامات التاريخية. HMdb.org. اطلع عليه في 02-05-2025.
3. ↑  صحيفة نيويورك تايمز. اطلع عليه في 02-05-2025.